# Ácido iotróxico
 El ácido iotróxico, también conocido como meglumina iotroxato, es una molécula utilizada como medio de contraste durante las radiografías.  Se usa específicamente durante las pruebas en que observan la vesícula biliar y el tracto biliar.  Se administra por inyección lenta en una vena. 
Los efectos secundarios son poco frecuentes.  Incluyen vómitos, enrojecimiento de la piel, dolor de cabeza, picazón y presión arterial baja.  Los efectos secundarios raros incluyen convulsiones y reacciones alérgicas.  No debe ser utilizado por aquellos que tienen alergia al yodo.  El ácido iotróxico es un medio de contraste que contiene yodo del tipo de dímero diiónico.
El ácido iotróxico se fabricó por primera vez en 1976.  Está en la Lista de medicamentos esenciales de la Organización Mundial de la Salud, los medicamentos más efectivos y seguros que se necesitan en un sistema de salud.  Rara vez se usa en el mundo desarrollado debido a la disponibilidad de la colangiopancreatografía por resonancia magnética (MRCP).